# Municipio de Limbaži
El municipio de Limbažu (en letón: Limbažu novads) es uno de los 36 municipios de Letonia, se encuentra localizado en el norte de dicho país báltico. Fue creado durante el año 2009 después de una reorganización territorial. La capital es la villa de Limbaži.

## Subdivisiones
- Limbaži (villa)
- Katvaru pagasts (zona rural)
- Limbažu pagasts (zona rural)
- Pāles pagasts (zona rural)
- Skultes pagasts (zona rural)
- Umurgas pagasts (zona rural)
- Vidrižu pagasts (zona rural)
- Viļķenes pagasts (zona rural)

## Población y territorio
Su población se encuentra compuesta por un total de 19.728 personas (2009). La superficie de este municipio abarca una extensión de territorio de unos 1.170,9 kilómetros cuadrados. La densidad poblacional es de 16,85 habitantes por cada kilómetro cuadrado.